# 宗印寺 (日野市)
宗印寺（そういんじ）は、東京都日野市にある曹洞宗の寺院。

## 歴史
1599年（慶長4年）、中山照守の開基である。当寺がある場所には、かつて「無量院」と呼ばれる廃寺があった。廃寺後も聖観世音菩薩像が安置されており、この観音像に祈れば、願い事は必ずかなったという。中山照守は、この像を本尊とする寺を創建することになった。これが当寺の起源である。
中山照守の父、中山家範は後北条氏に仕え、八王子城で奮戦し討死した。戦後、徳川家康は家範の武勲と忠節を評価し、子の照守を召し抱えることになり、当地を所領として与えた。
照守によって創建されたものの、当寺はまだ「庵」の段階で、寺号公称は許されてなかった。1633年（寛文3年）、一東天樹によってようやく寺号公称が許された。
1884年（明治17年）、現在の平山城址公園駅のロータリーにあった「大福寺」が廃寺となり、当寺に吸収合併された。その際に平山季重墓などが移されている。
平山季重は、平安時代末期から鎌倉時代初期に活動した武蔵七党（西党）の武将である。この墓は江戸時代に末裔の平山季長によって建てられたものである。現在、東京都の旧跡に指定されている。

## 文化財
- 平山季重墓（東京都指定旧跡 昭和30年3月28日指定）[3]
- 木造平山季重坐像（日野市指定有形文化財 昭和36年10月1日指定）[4]
- 木造地蔵菩薩坐像及び千躰地蔵(日奉地蔵）（日野市指定有形文化財 昭和36年10月1日指定）[4]
- 木造薬師如来坐像（平山薬師）（日野市指定有形文化財 昭和36年10月1日指定）[4]

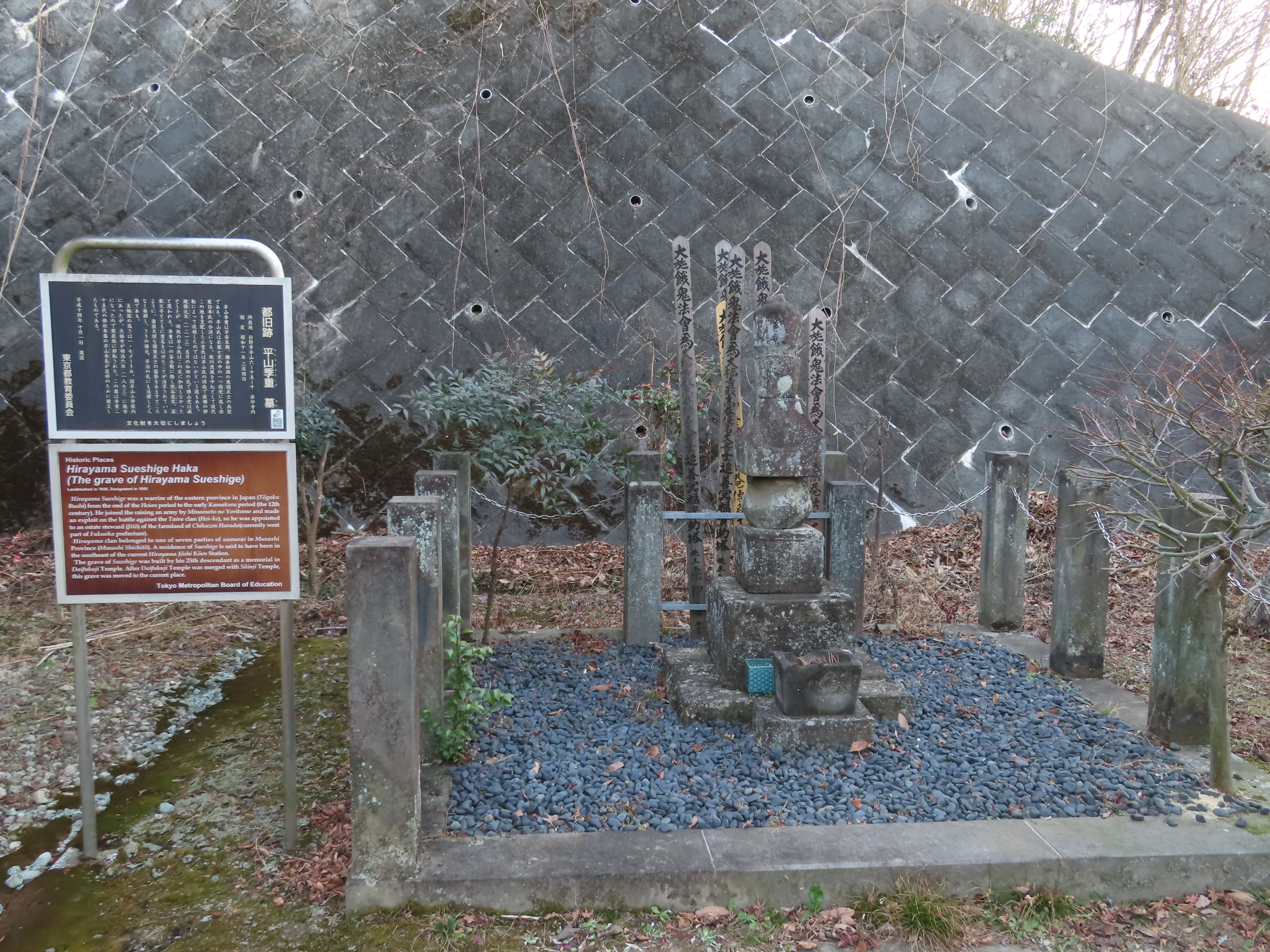
平山季重墓

## 交通アクセス
- 平山城址公園駅より徒歩5分。